# 東京都立北野高等学校
東京都立北野高等学校（とうきょうとりつ きたのこうとうがっこう）は、かつて東京都板橋区徳丸二丁目に存在した都立高等学校。
2005年度をもって東京都立志村高等学校との統合のため閉校となった。校舎は2007年度開校の東京都立板橋有徳高等学校へ引き継がれた。

## 沿革
- 1939年 - 東京府立第十二高等女学校として、赤坂区青山北町に創立。
- 1940年3月 - 板橋区徳丸102番に新校舎設置が決まる。
- 1941年4月 - 東京府立北野高等女学校に改称。新校まで徒歩遠足実施。
- 1941年9月 - 新校で授業開始。
- 1942年7月 - 都制施行で東京都立北野高等女学校に改称。
- 戦後の学制改革で東京都立北野高等学校に改称。
- 2006年3月 - 東京都立志村高校との統廃合により閉校。

## 設置課程
- 全日制
- 定時制

## 最寄駅
- 東武東上線東武練馬駅

## 著名な出身者
- 椎名堯慶（ソード創業者、プロサイド創業者）
- 叶順子（元女優）
- 池田昌子（声優）
- 金子卓義（書家）
- 金田明夫（俳優）
- 小木博明（お笑い芸人）
- 矢作兼（お笑い芸人）
- 風間やんわり（漫画家）